# Ann Jørgensen
Ann Jørgensen (* 1. Oktober 1973 in Kopenhagen), nicht zu verwechseln mit der dänischen Badmintonspielerin Ann-Lou Jørgensen, ist eine ehemalige dänische Badmintonspielerin.

## Karriere
Ann Jørgensen startete 1996 und 2000 bei den olympischen Spielen. Bei ihrer ersten Teilnahme wurde sie 5. im Doppel. 2000 reichte es nur noch zu Platz 17 im Doppel und Platz 9 im Mixed. 1995 siegte sie bei den Norwegian International. 1996 und 1997 wurde sie dänische Meisterin im Mixed gemeinsam mit Thomas Stavngaard. 1998 gewann sie Silber und Bronze bei der EM, ein Jahr später Bronze bei der WM.

## Sportliche Erfolge
| Saison    | Veranstaltung                         | Disziplin   | Platz | Name                                        |
| --------- | ------------------------------------- | ----------- | ----- | ------------------------------------------- |
| 1995      | Norwegian International               | Mixed       | 1     | Thomas Stavngaard / Ann Jørgensen           |
| 1995/1996 | Dänemark: Einzelmeisterschaften       | Mixed       | 1     | Thomas Stavngaard / Ann Jørgensen, Lillerød |
| 1996      | All England                           | Damendoppel | 3     | Ann Jørgensen / Lotte Olsen                 |
| 1996      | Swiss Open                            | Damendoppel | 3     | Ann Jørgensen / Lotte Olsen                 |
| 1996      | Olympia                               | Damendoppel | 5     | Ann Jørgensen / Lotte Olsen                 |
| 1996/1997 | Dänemark: Einzelmeisterschaften       | Mixed       | 1     | Thomas Stavngaard / Ann Jørgensen, Lillerød |
| 1997      | Russian Open                          | Mixed       | 1     | Jon Holst-Christensen / Ann Jørgensen       |
| 1997      | Denmark Open                          | Damendoppel | 1     | Ann Jørgensen / Majken Vange                |
| 1998      | All England                           | Mixed       | 3     | Ann Jørgensen / Jon Holst-Christensen       |
| 1998      | Swiss Open                            | Mixed       | 3     | Jon Holst-Christensen / Ann Jørgensen       |
| 1998      | Swiss Open                            | Damendoppel | 3     | Ann Jørgensen / Majken Vange                |
| 1998      | Hongkong Open                         | Damendoppel | 3     | Ann Jørgensen / Majken Vange                |
| 1998      | Dutch Open                            | Mixed       | 1     | Jon Holst-Christensen / Ann Jørgensen       |
| 1998      | Europameisterschaft                   | Mixed       | 3     | Jon-Holst Christensen / Ann Jørgensen       |
| 1998      | Denmark Open                          | Mixed       | 1     | Jon Holst-Christensen / Ann Jørgensen       |
| 1998      | Europameisterschaft                   | Damendoppel | 2     | Maiken Vange / Ann Jørgensen                |
| 1999      | Swiss Open                            | Damendoppel | 2     | Ann Jørgensen / Majken Vange                |
| 1999      | Weltmeisterschaft                     | Damendoppel | 3     | Ann Jørgensen / Majken Vange                |
| 1999      | Taiwan Open                           | Damendoppel | 3     | Ann Jørgensen / Majken Vange                |
| 1999      | Indonesian Open                       | Damendoppel | 5     | Ann Jørgensen / Majken Vange                |
| 1999      | Taiwan Open                           | Mixed       | 3     | Jon Holst-Christensen / Ann Jørgensen       |
| 1999      | China: Internationale Meisterschaften | Mixed       | 3     | Jon Holst-Christensen / Ann Jørgensen       |
| 2000      | Europameisterschaft                   | Mixed       | 3     | Jon-Holst Christensen / Ann Jørgensen       |
| 2000      | Japan Open                            | Mixed       | 5     | Jon Holst-Christensen / Ann Jørgensen       |